# Iglesia de la Preciosa Sangre (Santiago de Chile)
La iglesia de la Preciosa Sangre, es una congregación católica ubicada en el centro de Santiago, la cual destaca por su estructura arquitectónica, así como también por su valor patrimonial y su gran alcance de forma social, espiritual y religiosa la forma en que ayuda a la gente que llega a este lugar y en cómo desde su fundación ha ido realizando cambios significativos a lo largo del tiempo y en cómo su rol en la actualidad puede ser de gran influencia para el entorno de su lugar en Santiago.

### Ubicación
La Iglesia de la Preciosa Sangre está ubicada en la calle Compañía de Jesús 2226, Santiago. Esta iglesia presenta un gran estado de conservación a pesar de sus años, la cual fue inaugurada en 1906 pero su construcción junto a un convento y otros edificios cercanos empezó en 1873 por el arquitecto italiano Eusebio Celli pero tras su muerte fue terminada por Ignacio Cremonesi.

### Fundadora
La fundadora de la iglesia es la Madre Magdalena Guerrero Larraín nacida el 20 de enero de 1846. Luego de fundar la Congregación de la Preciosa Sangre y tener la preocupación de tener un templo para ampliar la palabra y amor por la Sangre de Jesús. Desde que inició esta operación fue realizando un trabajo lleno de amor, sencillez e inteligencia donde cada su amor por su labor. Junto al Templo fue levantado el Claustro, el cual diseñó sencillo, sin vez se notaba más una obra de arte, con cada moldura, imagen y cada lugar donde vaciaba ostentación, pero sin perder la armonía y belleza del conjunto, que invitaba al silencio y recogimiento.
El 2 de octubre de 1887 fueron aprobadas las Constituciones de la Congregación de la “Preciosa Sangre de Nuestro Señor Jesucristo”, que tenía como finalidad “Rendir culto constante a la Preciosa Sangre de Jesús, y después la educación integral de la familia, la atención de los enfermos. 
Los restos de la fundadora, Madre María Magdalena Guerrero Larraín, reposan junto al altar principal del templo. 

### Construcción
Su arquitectura se basa en que la Iglesia presenta una planta simétrica en forma de cruz latina y cuenta con una nave principal ricamente decorada con motivos alusivos a la Pasión de Nuestro Señor Jesucristo, además  el juego de columnas exentas que soportan los arcos de medio punto le otorgan la unidad formal a la nave única de esta pequeña Iglesia, que posee sin embargo, dos imponentes torres. Su estructura está construida en albañilería de ladrillo unido con mortero de cal. La nave posee un cielo abovedado de cañón corrido, ornamentado con dorados a fuego inspirados en la Pasión, trabajados sobre madera de álamo americano. Esta obra fue realizada por el artista Calixto Guerrero Larraín, hermano de la Madre Magdalena.
En los laterales se encuentran altares de mármol de Carrara, y a lo largo de la iglesia se aprecian seis retablos en cada arco, representando escenas de la Pasión. Estas figuras están esculpidas en pino Oregón, recubiertas con escayola, pintadas con colores policromados y enmarcadas con dorados en madera de álamo americano. Tanto las bancas como los confesionarios están hechos de raulí y presentan un fino tallado.

### Comunidades vinculadas a la iglesia
La iglesia está conectada a varias comunidades y/o obras sociales, alguna de ellas son:
- Colegio Santa Cecilia
- Colegio Niño Jesús de Praga
- Colegio de la Preciosa Sangre
- Clínica Psiquiátrica Santa Cecilia
- Hogar Adulto Mayor de la Preciosa Sangre
- Casa de Misión Preciosa Sangre
- Hogar Preciosa Sangre

Estas comunidades están ligadas a esta Iglesia, porque la Congregación expone que si se vive en comunidad la unidad siempre es posible. Especialmente a los rostros o lugares más sufrientes que se van encontrando en el camino, por esta razón hacen énfasis en ayudar en la educación y en la salud, ya que son los puntos más vulnerables de las personas.
En la actualidad esta iglesia sigue en funcionamiento realizando actos con la comunidad y abriendo todos los domingo para celebrar la conocida misa dominical, reuniendo también a otros fieles de parroquias cercanas con el gran ejemplo de seguir la Sangre de Jesús.
También en los últimos años se han realizado algunas reformas, más que nada para mantener a buen recaudo la infraestructura, como ejemplo tenemos que en abril de 2025, la organización Principios Patrimonio llevó a cabo un levantamiento crítico de las fachadas norte y oriente, con inspecciones visuales y táctiles, como parte de un plan de monitoreo y mantenimiento preventivo del templo. 